# Revolta Cabochiana

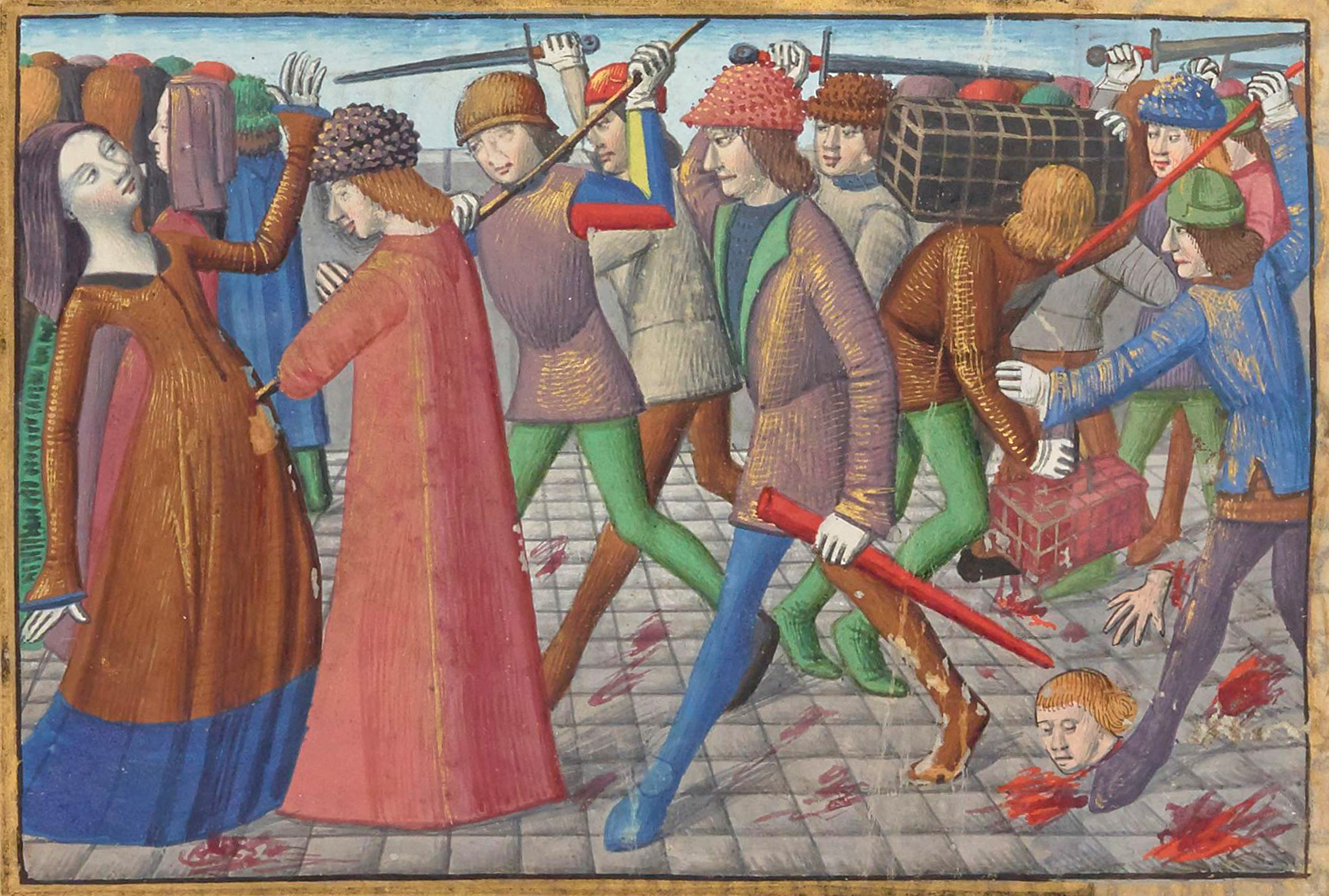
A revolta de Cabochiens por Martial d'Auvergne, iluminação do final do livro Vigílias de Carlos VII, Paris, França, século XV.

Revolta de Cabochien foi um episódio da guerra civil dos Armagnacs e Borguinhões que, por sua vez, foi uma parte da Guerra dos Cem Anos. Na primavera de 1413, João sem Medo, Duque de Borgonha, conseguiu levantar o povo de Paris e impor a publicação do Decreto Cabochiano, que limitava os poderes do monarca. No entanto, depois de vários meses, os parisienses desejando um retorno à ordem, passaram a apoiar os Armagnacs.
Essa revolta recebeu essa denominação, pois foi liderada por Simon Caboche.

## Histórico
No dia 23 de novembro de 1407, Luís, Duque de Orléans e irmão do Rei Carlos VI, o Louco foi morto por assassinos mascarados a serviço de João sem Medo, Duque da Borgonha. Após esse evento, João adquiriu popularidade considerável entre os parisienses.
Nesse contexto, João aliou-se com uma facção popular dos parisienses chamada de "Cabochiens", em homenagem ao seu comandante, um açougueiro chamado Simão, o Cuteleiro, que também foi chamado Simão Caboche. Participavam desse grupo, além dos setores populares, também os pequenos burgueses parisienses que estavam relativamente ricos, mas não integrados na classe da nobreza.
Em abril de 1413, João encorajou os Cabochiens a revoltar-se em uma tentativa de ganhar o poder. Multidões revolucionárias, que ostentam gorros brancos distintivos, assaltaram nobres Armagnacs e seus bens por toda a cidade. Em 27 de abril, eles tomaram a Bastilha e assassinaram o Provost de Paris, Pierre de Essarts, invadiram o Palácio do rei e controlaram Paris durante várias semanas.
Dentre as causas fundamentais da revolta, estavam os custos econômicos da Guerra dos Cem Anos, que eram suportados pela população, inclusive pelos açougueiros que tinham que fornecer carnes às tropas sem pagamento.

## Decreto Cabochiano
Acadêmicos aproveitaram a oportunidade para propor reformas administrativas, consolidadas no "Decreto Cabochiano", promulgado no dia 27 de maio de 1413, que pretendiam a limitar o poder do monarca, reforçando, por exemplo, a necessidade de convocação da Assembleia dos Estados Gerais para impor aumentos de tributos.
Embora o Decreto levasse o nome de Caboche que, na época, estava aterrorizando os parisienses, foi, na verdade, um trabalho dos consultores de João de Borgonha, que impuseram o Decreto para limitar os poderes de Carlos VI.

## Repressão
Em pouco tempo, começou a se formar uma reação contra os cabochianos, liderada polo advogado Jean Jouvenel des Ursins e apoiada pela alta burguesia parisiense. No final de agosto, esse movimento já estava bastante fortalecido.
A derrota do movimento, se deu pela ação das tropas do Conde Bernardo VII de Armagnac, sogro de Carlos d'Orléans, filho do Duque de Orléans, que fora assassinado em 1407.
Muitos cabochianos foram executados e o Decreto Cabochiano foi revogado no dia 5 de setembro de 1413..
Como prêmio pela vitória, Bernardo VII recebeu o título de condestável da França, concedido por Isabel da Baviera, a rainha-mãe e chefe do conselho de regência.